# 松冈义之
松冈义之（1957年3月6日—）是一名日本男子柔道运动员。他在1984年洛杉矶夏季奥林匹克运动会中，参加了男子柔道比赛并获得65公斤级金牌。